# Bowithick
Bowithick – osada w Anglii, w Kornwalii. Leży 89 km na północny wschód od miasta Penzance i 327 km na zachód od Londynu.